# 다케 하야테
다케 하야테(일본어: 武 颯, 1995년 7월 17일~)는 일본의 축구 선수이다.

## 구단 경력
그는 2018년 J3리그의 후쿠시마 유나이티드 FC에 입단했다. 2019년까지 61경기에 출전하여, 23득점을 넣었다. 2020년 카탈레 도야마로 이적했다. 2021년 J2리그의 블라우블리츠 아키타로 이적했다. 2022년까지 72경기에 출전하여, 11득점을 넣었다. 2023년부터 2024년까지 더스파구사쓰 군마, FC 오사카, 테게바자로 미야자키에서 뛰었다. 2025년 J2리그의 카탈레 도야마로 이적했다.